# 希拉外族
希拉外族（阿美語：Silaway），是台灣阿美族傳說中的一支族群，後來因為人口過多而遷往北方，最後不知所終。

## 簡述
希拉外族的傳說主要存在於南勢阿美族群中，傳說中他們是來自南方、是舊重安部落（Naloma'an，位於今台東縣成功鎮）的分支、但也跟南勢阿美系出同源。傳說他們因為人數眾多，為了尋找適合居住的土地而往北遷移，最初抵達月眉部落（位於今花蓮縣壽豐鄉）、後來又遷到今花崗山（位於今花蓮縣花蓮市）南側一處叫karani的地方居住，但南勢阿美族又因為當地耕地不多而勸他們另尋他處，他們因此又遷往北方。

## 真身
至今仍無法知道希拉外族的確切身分，但南勢阿美族相信希拉外族是今天住在北方的太魯閣族的祖先；而也有人根據在karani附近挖到的水甕材質跟形狀與南勢阿美族使用的相當類似，而南勢阿美族的水甕技術又是來自馬太鞍部落、太巴塱部落等地區，因此推斷希拉外族跟他們的系統有關、或者曾經在該地區生活過。